# Emmit King
Emmit King (Bessemer, 24 marzo 1959 – Bessemer, 28 novembre 2021) è stato un velocista statunitense, campione mondiale della staffetta 4×100 metri e medaglia di bronzo nei 100 metri piani a Helsinki 1983.

## Biografia
Nato a Bessemer, comune dell'Alabama, conquistò la medaglia d'oro nella staffetta 4×100 metri ai campionati mondiali di Helsinki 1983, assieme a Willie Gault, Calvin Smith e Carl Lewis. Fu inoltre convocato in Nazionale in occasione dei Giochi olimpici di Los Angeles 1984 e Seul 1988, sempre nella 4×100 metri, dove tuttavia non gareggiò.
È morto il 28 novembre 2021 nella città natia di Bessemer, all'età di 62 anni, in seguito ad uno scontro a fuoco con un altro uomo, rimasto ucciso sul colpo.

## Palmarès
| Anno | Manifestazione      | Sede     | Evento      | Risultato | Prestazione | Note            |
| ---- | ------------------- | -------- | ----------- | --------- | ----------- | --------------- |
| 1979 | Giochi panamericani | San Juan | 100 m piani | Bronzo    | 10"30       |                 |
| 1983 | Mondiali            | Helsinki | 100 m piani | Bronzo    | 10"24       |                 |
| 1983 | Mondiali            | Helsinki | 4 × 100 m   | Oro       | 37"86       | Record mondiale |